# Tageszimmer
Ein Tageszimmer (engl. day-use-room, auch: daycation) ist eine Buchungsart von Hotelzimmern tagsüber, bei der die Gäste die Check-in Zeit und die Länge des Aufenthaltes frei wählen können. Das ermöglicht den Hotels eine Umsatzsteigerung durch die mehrfache Vermietung des Zimmers über einem Tag. Genutzt wird dies beispielsweise von Geschäftsreisenden für Arbeit oder Besprechungen oder die Überbrückung längerer Aufenthalte vor, zwischen oder nach Flügen.
Ein solches Angebot findet sich zunehmend in verschiedenen Hotels bis zur Luxusklasse – besonders in der Nähe von Flughäfen und Wirtschaftszentren. Es ist nicht zu verwechseln mit Stundenhotels, die Zimmer ebenfalls für kürzere Zeiten bereitstellen, wo aber die sexuellen Beweggründe im Vordergrund stehen. Diese sind bei Tageszimmern möglich, der Begriff ist durch die breitere Nutzergruppe aber neutraler.